# Franz Brunner
Franz Brunner (ur. 10 lipca 1931 w Wiedniu, zm. 14 grudnia 2014) – zapaśnik austriacki, uczestnik Igrzysk Olimpijskich w 1952, 1956 1960. Zajął czwarte miejsce na mistrzostwach świata w 1955 roku.

## Letnie Igrzyska Olimpijskie 1952
| Konkurencja             | Runda eliminacyjna      | Runda eliminacyjna         | Runda eliminacyjna             | Runda eliminacyjna             | Ćwierćfinały                   | Półfinały                      | Finał                          | Klas. końcowa |
| Konkurencja             | Przeciwnik I            | Przeciwnik II              | Przeciwnik III                 | Przeciwnik IV                  | Ćwierćfinały                   | Półfinały                      | Finał                          | Miejsce       |
| ----------------------- | ----------------------- | -------------------------- | ------------------------------ | ------------------------------ | ------------------------------ | ------------------------------ | ------------------------------ | ------------- |
| styl klasyczny do 52 kg | Bengt Johansson (SWE) L | Dumitru Pârvulescu (ROU) L | → Odpadł z dalszej rywalizacji | → Odpadł z dalszej rywalizacji | → Odpadł z dalszej rywalizacji | → Odpadł z dalszej rywalizacji | → Odpadł z dalszej rywalizacji | 17.           |

## Letnie Igrzyska Olimpijskie 1956
| Konkurencja             | Runda eliminacyjna    | Runda eliminacyjna     | Runda eliminacyjna             | Runda eliminacyjna             | Ćwierćfinały                   | Półfinały                      | Finał                          | Klas. końcowa |
| Konkurencja             | Przeciwnik I          | Przeciwnik II          | Przeciwnik III                 | Przeciwnik IV                  | Ćwierćfinały                   | Półfinały                      | Finał                          | Miejsce       |
| ----------------------- | --------------------- | ---------------------- | ------------------------------ | ------------------------------ | ------------------------------ | ------------------------------ | ------------------------------ | ------------- |
| styl klasyczny do 57 kg | Fred Kämmerer (DEU) L | Edvin Vesterby (SWE) L | → Odpadł z dalszej rywalizacji | → Odpadł z dalszej rywalizacji | → Odpadł z dalszej rywalizacji | → Odpadł z dalszej rywalizacji | → Odpadł z dalszej rywalizacji | 17.           |

## Letnie Igrzyska Olimpijskie 1960
| Konkurencja             | Runda eliminacyjna           | Runda eliminacyjna     | Runda eliminacyjna | Runda eliminacyjna             | Ćwierćfinały                   | Półfinały                      | Finał                          | Klas. końcowa |
| Konkurencja             | Przeciwnik I                 | Przeciwnik II          | Przeciwnik III     | Przeciwnik IV                  | Ćwierćfinały                   | Półfinały                      | Finał                          | Miejsce       |
| ----------------------- | ---------------------------- | ---------------------- | ------------------ | ------------------------------ | ------------------------------ | ------------------------------ | ------------------------------ | ------------- |
| styl klasyczny do 57 kg | Michail Teodoropulos (GRC) W | Edvin Vesterby (SWE) L | Jiří Švec (CSK) L  | → Odpadł z dalszej rywalizacji | → Odpadł z dalszej rywalizacji | → Odpadł z dalszej rywalizacji | → Odpadł z dalszej rywalizacji | 13.           |